# Freienwil
Freienwil es una comuna suiza del cantón de Argovia, situada en el distrito de Baden. Limita al norte con la comuna de Lengnau, al este con Ehrendingen, al sur con Ennetbaden, y al oeste con Obersiggenthal.

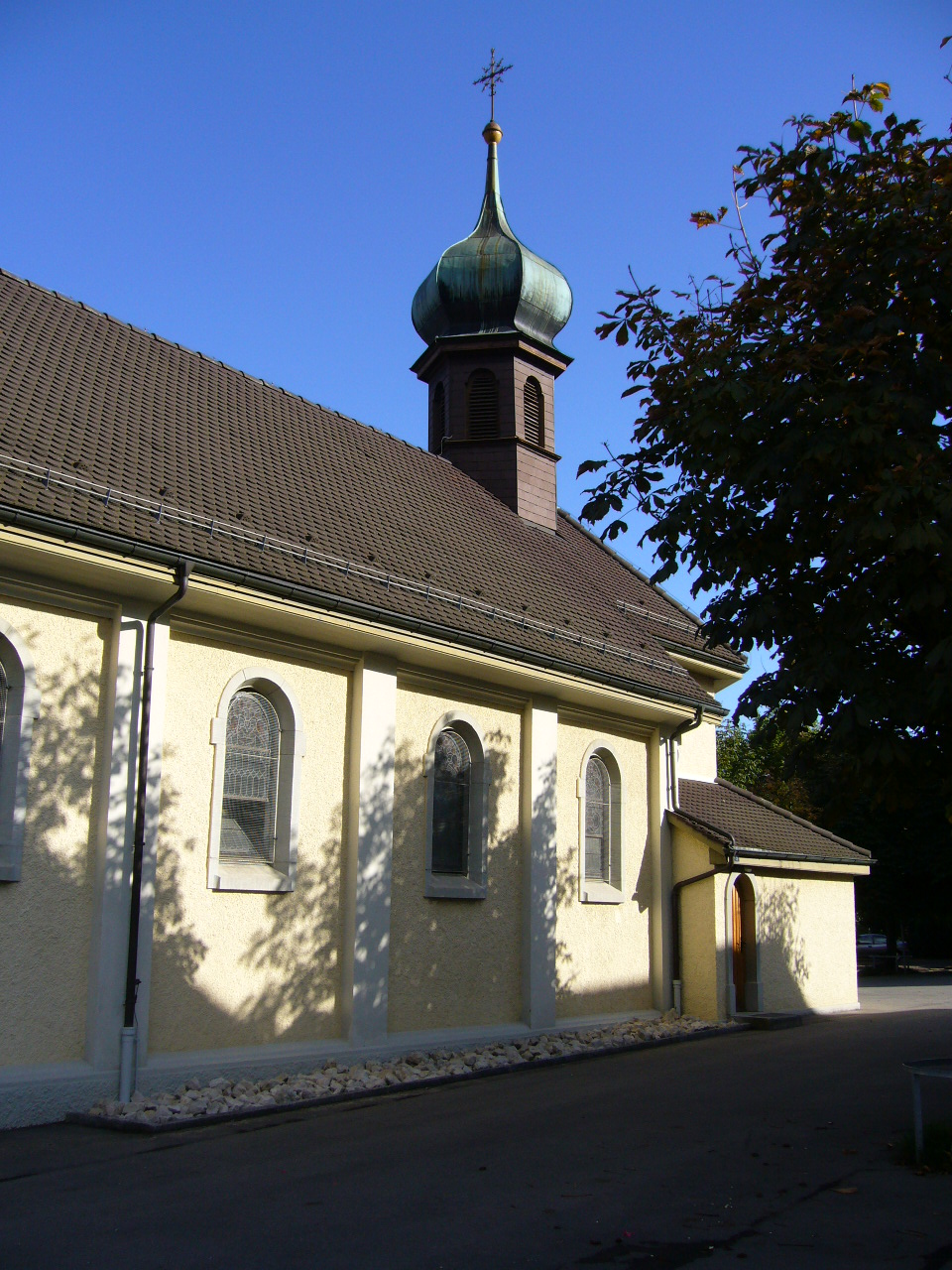
Edificio católico en Freienwil.